# Радивой Остоич
Радивой Остоич (серб. Радивој Остојић; ? — конец мая или начало июня 1463) — анти-король Боснии (1432—1435, 1443—1446), внебрачный сын короля Боснии Степана Остои. Носил титул короля в 1432—1435 годах, когда он потерял весь контроль над королевством, но не отказался от титула, и снова с 1443 до 1446 года, когда он отказался от своих прав. Он был признан королём Османской империей и Сербской деспотией, а также боснийскими дворянскими родами Косача и Павловичами, но никогда Западом. Радивой, таким образом, редко включается в список правителей Боснии.

## Исторический фон
Радивой был старшим из двух незаконнорождённых сыновей Степана Остои (? — 1418), короля Боснии (1398—1404, 1409—1418). Он, скорее всего, родился до 1410 года, во время брака Степана Остои с Куявой Радинович, матерью единственного законного сына короля, Степана Остоича. Как и его младший брат Степан Томаш, Радивой был незаконнорождённым сыном, так как его отец признался папе римскому, что у их матери тоже был живой муж во время их рождения. Фамилия Кристич (или Крстич, или Хрстич), которая часто прилагалась к его имени, скорее всего, происходила от фамилии его матери. После смерти Степана Остои в сентябре 1418 года на королевский трон взошёл старший сводный брат Радивоя Стефан Остоич (1418—1421), но был свергнут племянником их отца и соперником Твртко II в 1421 году, и вскоре умер.

## Антикороль
Радивой Остоич начал претендовать на боснийскую корону в 1428 году, но не стал серьёзным претендентом до войны за Конавле в 1430 году, когда турки-османы оказали ему свою поддержку. Действуя как антикороль, Радивой в 1431 году направил делегацию в Дубровник. На следующий год бургундский шпион Бертрандон де ла Брокьер застал его в Османской империи, где он просил у султана Мурада II помощи в его борьбе за трон. Деспот Сербии Георгий Бранкович и самые могущественные дворяне Боснии, Сандаль из дома Косача и Радослав из дома Павловичей, также объединились, чтобы поддержать Радивоя.
К 1433 году Радивой Остоич контролировал большую часть Боснийского королевства, а Твртко II держал центральную и северо-западную части королевства. Георгий Бранкович и боснийские дворяне в конце концов потеряли интерес к Радивою, но турки-османы упорствовали и завладели Бобовацем от его имени в 1434 году. В середине 1434 года венгры вернули Яйце, Ходиджед, Бочац и замок Комотин Твртко II, но, как только они отступили, Радивой Остоич снова потерял всё это и, по-видимому, последовал за ними из Боснии. Это сделало Радивоя Остоича фактическим королём Боснии, но он не был признан законным монархом ни одним христианским государством. Однако судьба Радивоя изменилась, когда турки-османы перестали поддерживать его в 1435 году, и он бежал ко двору Косача в Хуме весной 1435 года . Твртко воспользовался случаем и снова с помощью венгров восстановил своё положение в королевстве. Радивой продолжал именовать себя королём Боснии до конца правления Твртко II, но без какого-либо признания.
Смерть бездетного Твртко II в ноябре 1443 года открыла новые возможности для Радивоя Остоича, который в то время проживал при дворе племянника и преемника Сандаля Степана Вукчича Косача . Однако Твртко II специально намеревался исключить Радивоя из числа наследников и, по-видимому, назначил младшего брата Радивоя Томаша своим наследником. Степан Томаш был избран королём большинством знати, несмотря на попытки Радивоя в Дубровнике помешать признанию его брата наследником. Про-османская фракция во главе со Степаном, который не принимал участия в выборах, заявила о поддержке Радивоя. Война велась до 1446 года, и она закончилась тем, что Степан Томаш был признан королём всеми дворянами и самим Радивоем. Радивой получил во владение от своего брата земли, включая крепости Врандук близ Добоя, Сокол близ Грачаницы и Комотин близ Яйце.

## Брат короля
В июне 1449 года Радивой женился на Екатерине, второй из трёх дочерей венгерского дворянина Николая Велики, у которого не было сыновей . 19 июня между Радивоем и Николаем был подписан договор о наследстве, устанавливающий, что брак будет заключён в соответствии с римско-католическим обрядом и что пара унаследует треть славонских и венгерских владений Николая после того, как он и его жена Маргарет умрут. Радивой, в свою очередь, отдал половину своих поместий в Боснии и Славонии своим свекровям. У Екатерины и Радивоя было три сына: Твртко, Георгий и Матия.
Остаток правления своего брата Степана Томаша Радивой провёл мирно, помогая брату, когда это было необходимо. В 1458 году он принял участие в переговорах с венгерским королём Матьяшем Хуньяди и сербской деспотисой Еленой Палеолог Бранкович относительно брака его племянника Степана Томашевича и Елены Бранкович. Король Степан Томаш послал Радивоя в Венгрию в качестве посланника в октябре. В январе следующего года Радивой Остоич сопровождал своего племянника на заседание венгерского сейма в Буде , а через два месяца — в Смедерево, где Степан Томашевич женился на Елене и стал новым деспотом. Однако в июне османская армия атаковала Сербию и подошла к крепости Смедерево. Никаких попыток защитить её не было предпринято, и Радивой вёл переговоры о капитуляции и безопасном выходе королевской семьи. Король Венгрии обвинил Радивоя и Степана Томашевича в предательстве и продаже крепости османам, «причинив ущерб христианскому миру», а также конфисковал поместья Радивоя, находившиеся в его королевствах. Матьяш Хуньяди распространил это утверждение по всей Европе, в то время как боснийский король Степан Томаш приложил большие усилия, чтобы опровергнуть его. Он послал эмиссаров в Мантую, где они были приняты папой римским Пием II 10 июля, до того как обвинение Матьяша Хуньяди дошло до него. Радивой, вероятно, был одним из послов, так как папа воспользовался возможностью обратиться к нему с просьбой о частном богослужении.

## Последние годы
Смерть короля Степана Томаша в июле 1461 года была окутана слухами о нечестной игре его брата и сына, вероятно, необоснованными и сфабрикованными. Отношения Радивоя с его племянником, новым королём, были сердечными. 18 сентября Степан Томашевич якобы издал хартию сомнительной подлинности на боснийском языке, в которой были подтверждены все крепости Радивоя и другие владения в королевстве за его «верную и истинную службу короне» . Правление Степана Томашевича было недолгим; он бестактно спровоцировал нападение османов, которое положило конец независимости Боснии в мае 1463 года. Радивой Остоич сопровождал его в попытке бежать в Хорватию, но они были захвачены армией Мехмеда Завоевателя в Ключе, вскоре после того, как власти Дубровника решили отправить ему порох. Вскоре после этого Радивой был казнён на месте или вместе со Степаном Томашевичем в лагере Мехмеда близ Яйце. 13-летний сын Радивоя Твртко был казнён вместе с ним. Его вдова бежала в Далмацию и снова вышла замуж, в то время как его сын Матия с 1465 года был некоторое время марионеточным королём Боснии, назначенным османским султаном Мехмедом Завоевателем.